# Nemmeno in un sogno
Nemmeno in un sogno è un film del 2002 diretto da Gianluca Greco.

## Trama
Affascinato dai canali televisivi italiani che riceve e condivide con il villaggio grazie ad antenne di fortuna, il pastore Ahmed (Ahmet Ugurlu) lascia lo sperduto altopiano di una remota regione asiatica alla volta del mondo dorato che raccontano gli spot pubblicitari e le veline.
Tra i suoi bagagli: una capra, un ombrello e una misteriosa valigetta consegnatagli dagli scafisti dopo uno scambio di persona. Negli occhi ha naturalmente il miraggio di un'altra vita, ma il suo italiano si riduce a slogan del tipo «più lo mandi giù, più ti tira su».
Dopo l'avventuroso approdo su una spiaggia pugliese, la sua prima vera accoglienza tocca al villaggio vacanze "Magic Club", dove viene scambiato per un turista, e dove la giornata è scandita da appuntamenti e intrattenimenti che ricordano molto quelli dei palinsesti televisivi. Del resto, non a caso, proprio nel villaggio si sta allestendo la convention di Milliardaire e del suo viscido patron Umberto Virgili.
Scambiato per uomo sensibile e saggio, il clandestino Ahmed, parlando come gli spot che ha sentito così tante volte, si trasforma mano a mano in una sorta di profeta in mezzo ai villeggianti e i suoi grani di pastorale saggezza finiscono per conquistare la bionda Vale.
Tutto questo, mentre due malavitosi da fumetto, Zicarico ed Eraclio cercano in tutti modi di rientrare in possesso della misteriosa valigetta.
Suo malgrado Ahmed, dopo aver vissuto un momento di gloria, verrà scoperto e rispedito a casa, dove continuerà a raccontare di quel lontano meraviglioso paese dove ogni cosa è possibile, dove non bisogna lavorare per vivere e basta dare delle palline per ottenere quello che si desidera. Proprio come in una favola. Agrodolce.

## Produzione
Il film è stato girato in Puglia: quasi tutto in un villaggio vacanze di Peschici, eccetto alcune sequenze a Vieste e nell'Abbazia di Càlena e alcune scene ambientate a Trani nella zona del porto.

## Distribuzione
Il lungometraggio fu distribuito nelle sale cinematografiche a partire dal 20 settembre 2002.

## Commento
Opera prima di Gianluca Greco, già aiuto di Francesca Archibugi e storico collaboratore di Paolo Virzì e Sergio Rubini. Il film sviluppa un genere di commedia raramente esplorato in Italia: ironico, farsesco, surreale, contraddistinto da riferimenti favolistici chiaramente espressi sin dai titoli di testa.
 Il regista si confronta così con una materia complessa, che non sempre riesce a dipanarsi con successo, colpa anche di evidenti problemi di budget, ma sempre ricca di citazioni letterarie e cinematografiche (da "Oltre il giardino" a Quentin Tarantino).
Ahmed Ugurlu, attore sconosciuto in Italia, ma celebre in Turchia, cita più volte Charlot.
La figura del proprietario del Milliardaire, Umberto Virgili, ricorda fortemente quella del telepredicatore-imbonitore Giorgio Mendella, patron di Rete Mia, travolto dagli scandali all'inizio degli anni '90, ma anche di tutti i guru del multi-level marketing o degli squali delle finanziarie.